# 马尼康
马尼康（法語：Manicamp，法語發音：[manikɑ̃]）是法国上法蘭西大區埃纳省的一个市镇，属于拉昂区。

## 地理
马尼康（49°34'19"N, 3°10'12"E）面积10.24 平方千米，位于法国上法蘭西大區埃纳省，该省份为法国北部内陆省份，北起北部省，西接索姆省和瓦兹省，东临阿登省和马恩省，西南至塞纳-马恩省，东北部与比利时接壤。
与马尼康接壤的市镇（或旧市镇、城区）包括：阿贝库尔、贝梅、比尚库尔、布吉尼翁苏库西、马雷当普库尔、基耶尔济、圣保罗欧布瓦。

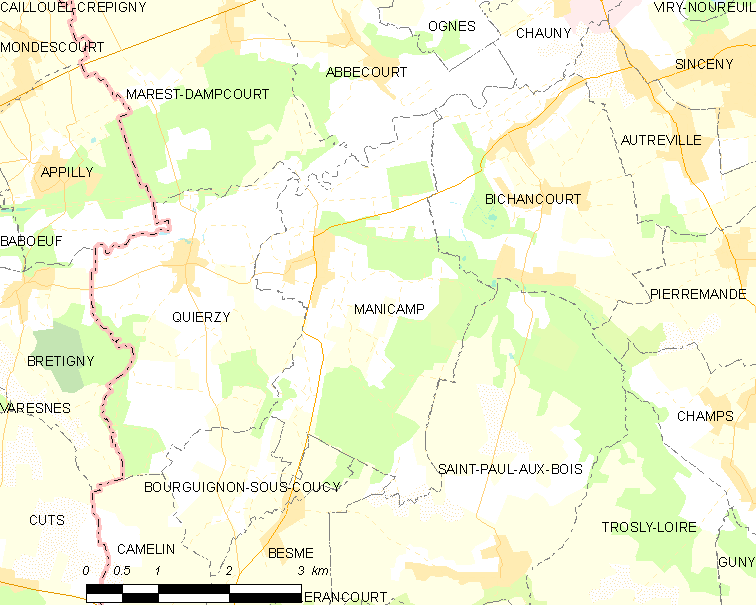
马尼康的OSM定位图

马尼康的时区为UTC+01:00、UTC+02:00（夏令时）。

## 行政
马尼康的邮政编码为02300，INSEE市镇编码为02456。

## 政治
马尼康所属的省级选区为埃纳河畔维克县。

## 人口

1962-2008年间马尼康人口变化图示

马尼康于2022年1月1日时的人口数量为306人。